# Jacinta Gil Roncalés
Jacinta Gil Roncalés (Benimámet, 8 de octubre de 1917 – Valencia, 18 de abril de 2014) fue una poeta y pintora española referente del arte vanguardista valenciano de posguerra.

## Biografía
Hija del médico valenciano Enrique Gil Cervera y de Jacinta Roncalés González, fue admitida en la Escuela de Bellas Artes de San Carlos en 1939, pero el inicio de la Guerra Civil retrasó que pudiera comenzar sus estudios hasta 1941. Terminó su formación en 1943 y ese año ganó el tercer premio en el Concurso de cuentos femeninos con su cuento "Nika". Dos años después conoció al también pintor Manolo Gil, con el que contrajo matrimonio en 1945. En 1947, ambos se incorporaron al Grupo Z, uno de los primeros intentos renovadores surgidos en la pintura valenciana de los años cuarenta, que estuvo activo entre octubre de 1948 y mayo de 1950. Gracias a una beca, concedida a su marido y que apenas les daba para comer, en 1950 viajaron al extranjero y continuaron su preparación en ciudades como Londres, Roma y París.
En 1952, regresaron a Valencia y se integraron en el Grupo Parpalló del que ya formaban parte artistas como Alfaro, Esteve Edo, Genovés, Amadeo Gabino, Michavila, Nassio Bayarri, Luis Prades o Ribera Berenguer. Gil fue la única mujer del grupo  y una firme activista de los derechos de la mujer. El Grupo Z y el Grupo Parpalló la sitúan dentro de los movimientos culturales que en ese momento luchaban por la libertad creadora. Aunque el Grupo Parpalló se definía por la abstracción, la obra de Gil es principalmente figurativa, expresionista y con un acento de denuncia de la opresión franquista.
En 1962 fue detenida por su vinculación al Partido Comunista. Estuvo presa en las cárceles de mujeres de Valencia, Madrid y Alcalá de Henares. Su experiencia se recogió en su diario “Vivir en las cárceles de Franco. Testimonio de una presa política” publicado en 2007. Salió de la cárcel en 1964 y, aunque mantuvo su militancia izquierdista, se dedicó a la docencia como profesora de dibujo en diferentes institutos de Enseñanza Media. Fue asidua a la tertulia "Las Vesperales" que se celebraba en Patraix en casa del escritor José Luis León Roca. En el momento de su jubilación, fue agregada de cátedra del Instituto de Enseñanza Media de Villarreal. Trabajó en el Centro Nacional de Bachillerato "Francisco Tárrega", donde dirigió la creación de un mural cerámico efectuado por los alumnos de tercer curso de Diseño que se efectuó con fragmentos de material cerámico, donados por empresas de la comarca
Falleció de una neumonía a los 96 años.

## Exposiciones
Participó en la III Exposición de Arte Universitario (1942), en la I Bienal de Arte del Reino de Valencia (1951), I Salón de Otoño (1955) y en el I Salón Mediterráneo (1966). En 1945 participó en la VI Exposición de Arte Universitario y consiguió la Medalla de Plata por su Autorretrato.  
En el año 2000 realizó su gran exposición retrospectiva  en Las Atarazanas con un emotivo mensaje: "A mi madre, la gran ignorada, muerta a los 36 años, con su dulce acento cubano y su forma de peinarse el largo y oscuro cabello".
En 2002  donó a la Generalitat de Valencia 25 de sus pinturas de la última etapa con la condición de que una al menos se exhibiera al público durante tres años. Obras suyas se encuentran en el Museo de Arte Abstracto de Vilafamés, en el Ayuntamiento de Valencia, en el Museo Salvador Allende de chile y en el IVAM de Valencia.
En 2011 y 2012, en el Centre Cultural La Nau de la Universitat de València, se expuso un  proyecto conjunto sobre la pintora y el que fue su marido, fallecido en 1957.